# Nguyễn Ngọc Tư
Nguyễn Ngọc Tư (sinh năm 1976 tại xã Tân Duyệt, huyện Đầm Dơi, tỉnh Cà Mau) là một nhà văn, thành viên Hội nhà văn Việt Nam. Năm 2018, cô được trao Giải thưởng Văn học Liberaturpreis 2018 do Litprom (Hiệp hội quảng bá văn học châu Á, châu Phi, Mỹ Latin ở Đức) bình chọn, dựa trên việc xem xét các bản dịch tiếng Đức tác phẩm nổi bật của các tác giả nữ đương đại tiêu biểu trong khu vực. Giải thưởng được trao hàng năm nhằm vinh danh các tác giả nữ đến từ châu Á, Phi, Mỹ Latin, Các tiểu vương quốc Ả Rập thống nhất (UAE) và vùng Caribe.
Cô được biết đến với tập truyện mang tên Cánh đồng bất tận. Tập truyện nhận giải thưởng của Hội nhà văn Việt Nam năm 2006 và truyện ngắn cùng tên đã được chuyển thể thành phim điện ảnh năm 2010.

## Tiểu sử
Nguyễn Ngọc Tư sinh năm 1976 tại xã Tân Duyệt, huyện Đầm Dơi, tỉnh Cà Mau trong một gia đình nông dân. Cô học hết cấp Phổ Thông Cơ Sở đã nghỉ học, mong muốn xin làm việc tại một cơ quan văn nghệ báo chí tỉnh Cà Mau, môi trường thuận tiện có thể phát triển nghề cầm bút mà cô đam mê. Các truyện ngắn đầu tay của Nguyễn Ngọc Tư viết về tình bạn ở đồng quê, được ba cô gửi tạp chí Văn nghệ Bán đảo Cà Mau và đã được đăng. Cô đã kết hôn và cũng đã có con.

## Tác phẩm

### Truyện ngắn, tản văn
- Ngọn đèn không tắt (tập truyện ngắn, Nhà xuất bản Trẻ, 2000)
- Ông ngoại (tập truyện ngắn thiếu nhi, Nhà xuất bản Trẻ, 2001). Sau được xuất bản thành Xa xóm mũi (tập truyện ngắn thiếu nhi, Nhà xuất bản Kim Đồng, 2015)
- Giao thừa (gồm 17 truyện ngắn, Nhà xuất bản Trẻ, 2003)
- Biển người mênh mông (tập truyện ngắn, Nhà xuất bản Kim Đồng, 2003)
- Nước chảy mây trôi (tập truyện ngắn và ký, Nhà xuất bản Văn Nghệ Tp. HCM, 2005)
- Truyện ngắn Nguyễn Ngọc Tư (tập truyện ngắn, Nhà xuất bản Văn Hóa Sài Gòn, 2005)
- Cánh đồng bất tận (tập truyện ngắn, Nhà xuất bản Trẻ, 2005; được dựng thành Phim "Cánh đồng bất tận" đạt giải thưởng Cánh Diều Vàng  2010)
- Tạp văn Nguyễn Ngọc Tư (tập tạp bút, Nhà xuất bản Trẻ, 2005)
- Sống chậm thời @ (tập tản văn, Nhà xuất bản Thanh niên, 2006) - đồng tác giả với Lê Thiếu Nhơn
- Ngày mai của những ngày mai (gồm 35 tản văn, Nhà xuất bản Phụ nữ 2007), bản tái bản của Nhà xuất bản Văn học năm 2015 bổ sung thành 54 tản văn.
- Gió lẻ và 9 câu chuyện khác (tập truyện ngắn, Nhà xuất bản Trẻ 2008)
- Biển của mỗi người (gồm hơn 30 tạp bút, Nhà xuất bản Văn hóa Sài Gòn, 2008), tái bản năm 2015 gồm 21 tản văn do Nhà Xuất Bản Kim Đồng ấn hành.
- Yêu người ngóng núi (tập tản văn, Nhà xuất bản Trẻ, 2009)
- Khói trời lộng lẫy (tập truyện ngắn, Nhà xuất bản Thời Đại, 2010)
- Gáy người thì lạnh (tập tản văn, Nhà xuất bản Trẻ, 2012)
- Bánh trái mùa xưa (tập tản văn, Nhà xuất bản Hội Nhà Văn, 2012)
- Đảo (tập truyện ngắn, Nhà xuất bản Trẻ, 2014)
- Trầm tích (tập truyện ngắn, Nhà xuất bản Trẻ, 2014), ra chung với Huệ Minh, Lê Thuý Bảo Nhi, Thi Nguyễn.
- Xa xóm mũi (tập truyện ngắn thiếu nhi, Nhà xuất bản Kim Đồng, 2015). Tên trước là tập truyện ngắn thiếu nhi Ông ngoại do Nhà xuất bản Trẻ ấn hành.
- Đong tấm lòng (gồm hơn 30 tản văn, Nhà xuất bản Trẻ, 2015)
- Không ai qua sông (tập truyện ngắn, Nhà xuất bản Trẻ, 2016)
- Cố định một đám mây (tập truyện ngắn, Nhà xuất bản Đà Nẵng, 2018)
- Hành lý hư vô (tập tản văn, Nhà xuất bản Trẻ, 2019)
- Hong tay khói lạnh (tập tản văn, Nhà xuất bản Trẻ, 2022)
- Trôi (tập truyện ngắn, Nhà xuất bản Trẻ, 2023)
- Mân mê (truyện ngắn, in trong Truyện Ngắn Đặc Sắc 2024, Nhà Xuất Bản Văn Học, 2024)
- Tiếng gọi chân trời (tập tản văn, Nhà xuất bản Trẻ, 2025)

### Tiểu thuyết
- Sông (tiểu thuyết, Nhà xuất bản Trẻ, 2012)
- Biên sử nước (tiểu thuyết, Phanbook - Nhà xuất bản Phụ nữ, 2020)

### Thơ
- Chấm (tập thơ, Nhà xuất bản Hội Nhà Văn, 2013)
- Gọi xa xôi (tập thơ, Nhà xuất bản Văn Học,2014)

## Giải thưởng
Với những tác phẩm của mình, cô đã đạt được nhiều giải thưởng như:
- 2000: Tác phẩm Ngọn đèn không tắt  Giải I trong Cuộc vận động sáng tác Văn học tuổi 20 lần II và giải Mai vàng cho Nhà văn xuất sắc.[2]
- 2001: Tác phẩm Ngọn đèn không tắt Giải B ở Hội nhà văn Việt Nam
- 2002: Tác phẩm Ngọn đèn không tắt  Ủy ban toàn quốc Liên hiệp các Hội Văn Học-Nghệ thuật Việt Nam
- 2003: Một trong "Mười nhân vật trẻ xuất sắc tiêu biểu của năm 2002"
- 2006: Tác phẩm Cánh đồng bất tận  Giải thưởng Hội nhà văn Việt Nam năm 2006[3]
- 2018: Tác phẩm Cánh đồng bất tận  giải thưởng LiBeraturpreis 2018 do Hiệp hội Quảng bá văn học châu Á, châu Phi, Mỹ Latin tại Đức (Litprom) bình chọn. Giải thưởng trị giá 3000 euro. Bên cạnh đó, nữ văn sĩ nhận thêm khoảng 6.000 euro từ các tổ chức khác để thực hiện dự án viết dành cho nữ giới tại Việt Nam.[4]
- 2019: Lọt vào Top 50 người phụ nữ có ảnh hưởng nhất tại Việt Nam 2018 do tạp chí Forbes bình chọn.[5]